# Melek
Melek é um município da Eslováquia, situado no distrito de Nitra, na região de Nitra. Tem 6,2 km² de área e sua população em 2018 foi estimada em 472 habitantes.

## Demografia
| Ano:        | 1994 | 2004   | 2014   | 2024    |
| ----------- | ---- | ------ | ------ | ------- |
| Broj ljudi: | 433  | 454    | 453    | 562     |
| Razlika:    |      | +4,84% | -0,22% | +24,06% |

| Ano:               | 2023 | 2024   |
| ------------------ | ---- | ------ |
| Número de pessoas: | 564  | 562    |
| Diferença:         |      | -0,35% |